# Robert Donatucci
Robert Donatucci (3 de maio de 1952 - 9 de novembro de 2010) foi um político norte-americano, filiado ao Partido Democrata, membro da Casa dos Representantes da Pensilvânia de 1980 até sua morte em 2010.